# 九州・沖縄マルチメディア放送
九州・沖縄マルチメディア放送株式会社（きゅうしゅうおきなわマルチメディアほうそう）は、かつて存在した移動受信用地上基幹放送の認定基幹放送事業者である。

## 概要
地上アナログテレビ放送停波後のVHF-Low帯（90-108MHz）を利用するマルチメディア放送「i-dio」の認定基幹放送事業者である。
i-dioは6広域圏と北海道の7放送対象地域でのマルチメディア放送を企図したもので、九州・沖縄広域圏の番組編成を担当するのが同社である。主要株主は、i-dioの統括会社である株式会社ジャパンマルチメディア放送（旧・BIC）、ジャパンエフエムネットワーク、エフエム福岡。
実験試験局を開設して、VHF-Low帯マルチメディア放送の実証実験を行い、i-dio開始に向けで先鞭をつける役割を果たした。
2016年（平成28年）に福岡局（及び福岡県2、佐賀県1の計3中継局）開局。福岡県と佐賀県の各一部で放送を開始した。
しかし2019年（令和元年）、エフエム東京のTOKYO SMARTCASTに対する不正な株取引に端を発した粉飾決算によりi-dioの業績不振が表面化し、九州・沖縄マルチメディア放送も赤字が累積。エフエム東京はi-dioの事業継続を断念した。
詳細はエフエム東京#不正会計問題を参照
2020年（令和2年）に放送を終了、解散した。

## 事業収支
決算公告から抜粋。
| 年度       | 資産        | 負債        | 資本金      | 資本準備金  | 利益剰余金    | 出典                   |
| ---------- | ----------- | ----------- | ----------- | ----------- | ------------- | ---------------------- |
| 平成29年度 | 457,351,955 | 174,115,653 | 241,295,000 | 241,895,000 | －172,953,698 | 2018年3月期 貸借対照表 |
| 平成30年度 | 353,557,556 | 161,293,439 | 241,295,000 | 241,895,000 | －243,925,863 | 2019年3月期 貸借対照表 |
| 令和元年度 | 134,675,002 | 19,049,986  | 241,295,000 | 241,895,000 | －330,564,964 | 2020年3月期 貸借対照表 |
| 単位は円   |             |             |             |             |               |                        |

## 沿革
- 2009年（平成21年）10月7日 - 九州・沖縄マルチメディア放送株式会社設立[5]。
- 2012年（平成24年）
  - 6月27日 - V-Lowマルチメディア放送実証実験用実験試験局予備免許取得[6][7]。
  - 12月26日 - V-Lowマルチメディア放送実証実験用実験試験局免許取得[8]。
- 2015年（平成27年）11月24日 - 移動受信用地上基幹放送の業務認定を取得[9]。基幹放送局提供事業者であるVIPが福岡局の免許取得。
- 2016年（平成28年）3月1日 - 福岡局（及び3中継局）開局[10]。
- 2019年（令和元年）12月25日 - ジャパンマルチメディア放送および他の認定基幹放送事業者5社と共に2020年3月31日をもってi-dioを終了と発表[11]。
- 2020年（令和2年）
  - 3月31日 - 正午に放送終了[12]、移動受信用地上基幹放送の業務認定も廃止[13]。福岡局（及び3中継局）廃局[14]。
  - 5月8日 - 株主総会で解散を決議[15]。
  - 9月15日 - 清算結了[16]により登記閉鎖[17]、法人格消滅。